# Droogmansia megalantha
Droogmansia megalantha là một loài thực vật có hoa trong họ Đậu. Loài này được (Taub.) De Wild. miêu tả khoa học đầu tiên.